# Rochlitz
Rochlitz város Németországban, azon belül Szászország tartományban. Lakosainak száma 5716 fő (2023. december 31.).

## Fekvése
A város a Zwickauer Mulde mentén fekszik. Rochlitz Geithain és Zettlitz községekkel határos.

## Történelme
Már a középszláv korban, azaz a 9-10. században több falusi település volt a mai városi területen. A 10. században királyi vár állt itt. III. Henrik 1046-ban saját feleségének, Ágnes királynőnek adta a várt, ahogy a H III. 162. számú királyi oklevél is mutatja. A 11. század végén Rochlitzt Merseburgi Thietmar „városnak” nevezte. Városfal valószínűleg csak a 13. század végén vette körül Rochlitzot. A város legkorábbi igazolható pecsétje sigillum civitatis rochlizensis felirattal egy 1364-ből származó okmányon lóg. 1430-ban a husziták megszállták Rochlitz városát. 1537-ben a reformációt Erzsébet hercegnő vezette be. 1547. március 2-án a város kapuján kívül zajlott le a schmalkaldeni háborúban lezajlott rochlitzi csata.
A harmincéves háború során a várost és a várat többször is ostrom alá vették és elfoglalták. A várost 1632-ben tűzvész is sújtotta. 1681-ben egy újabb nagy városi tűz sújtotta a polgárokat. A 18. század közepén Rochlitz a kialakulóban lévő szász postarendszerhez kapcsolódott.
1802-ben újabb várostűz tombolt, és a város újjáépítése jelentősen megváltoztatta a képet. A város erődítményeinek lebontása 1830-ban kezdődött.

## Közigazgatás
A város részei:
- Breitenborn
- Noßwitz (Hellerdorffal)
- Penna
- Poppitz
- Stöbnig
- Wittgendorf
- Zaßnitz

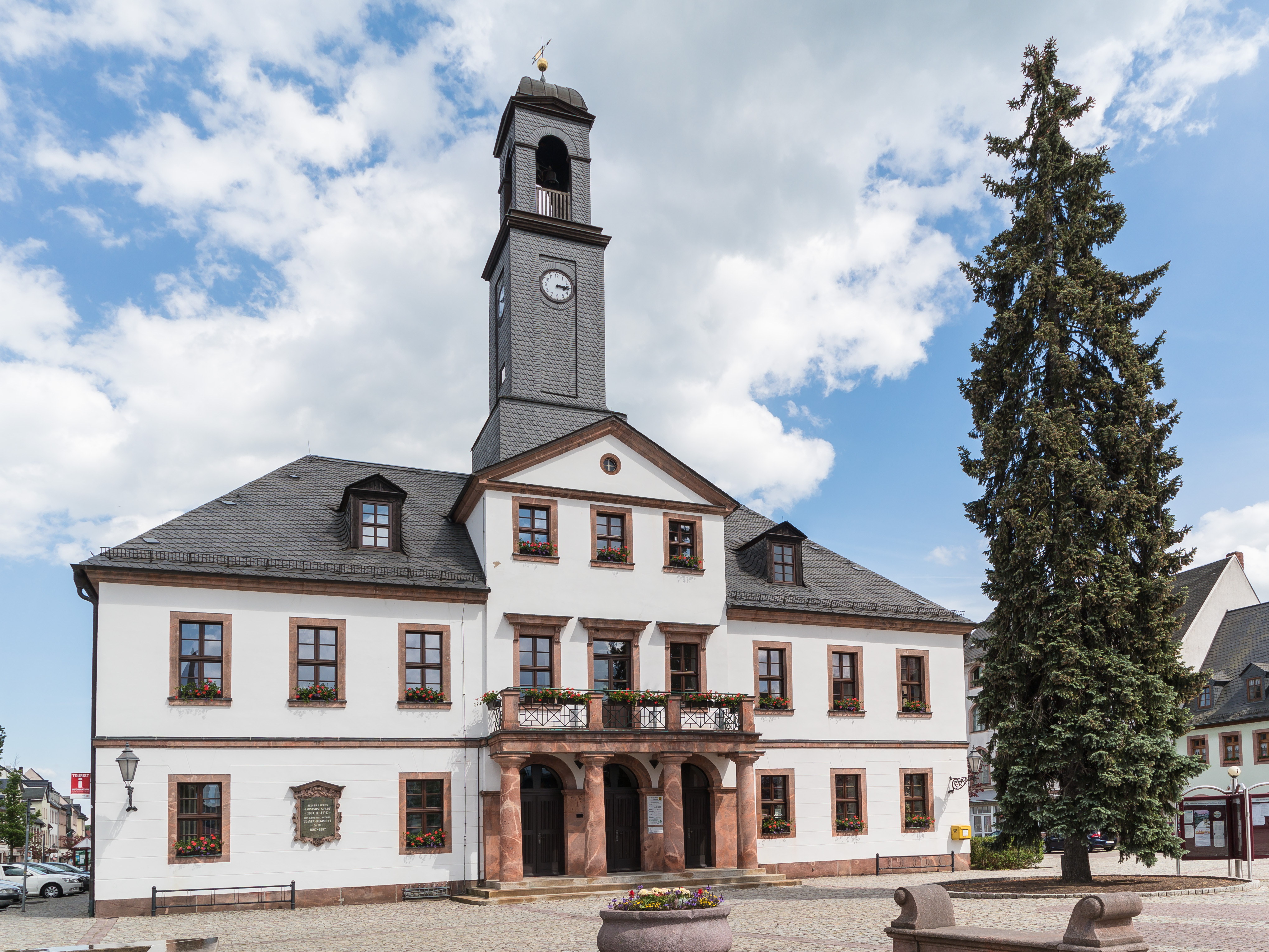
A tanácsház
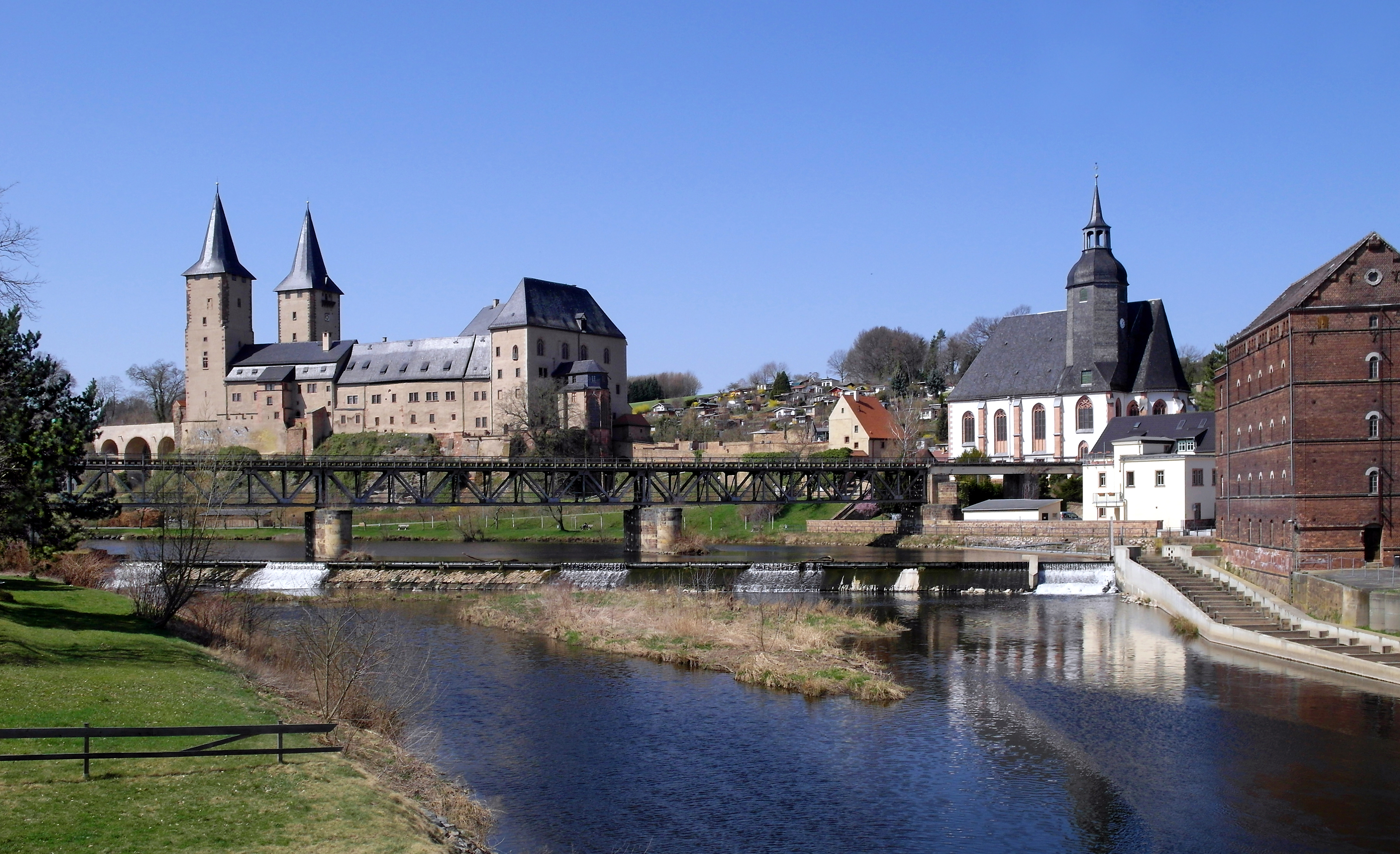
Kastély, templom és malom
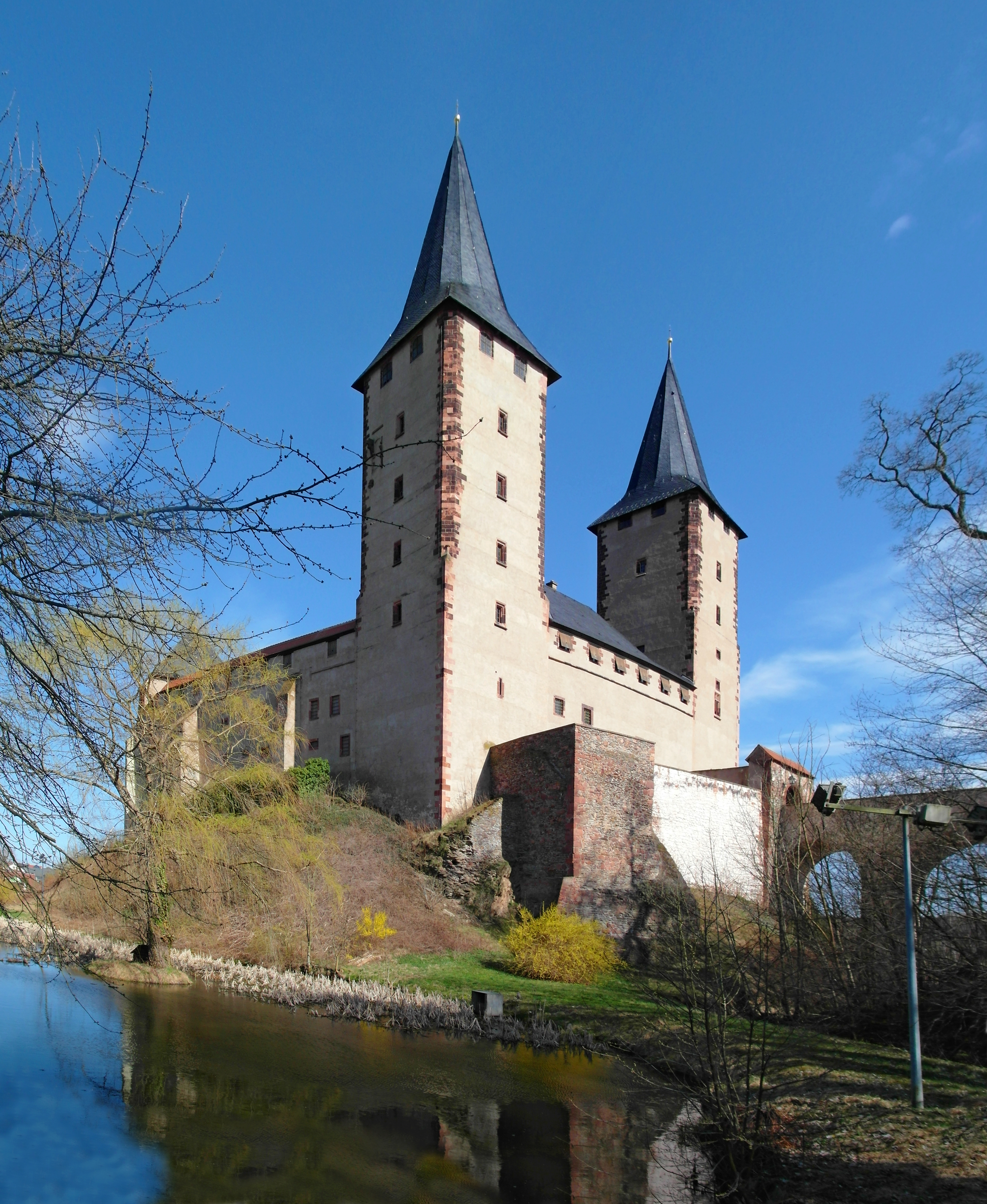
A kastély
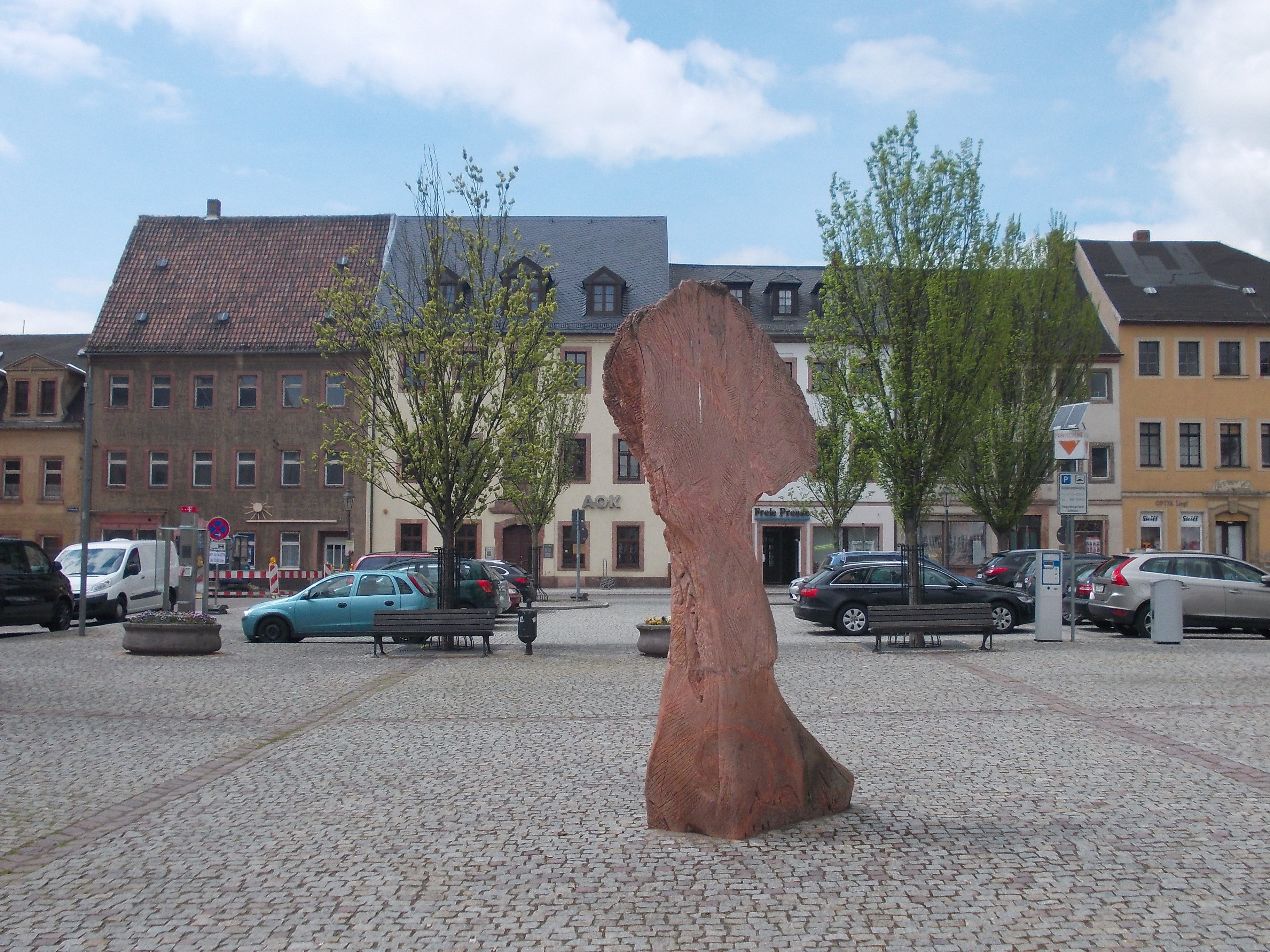
A piactér
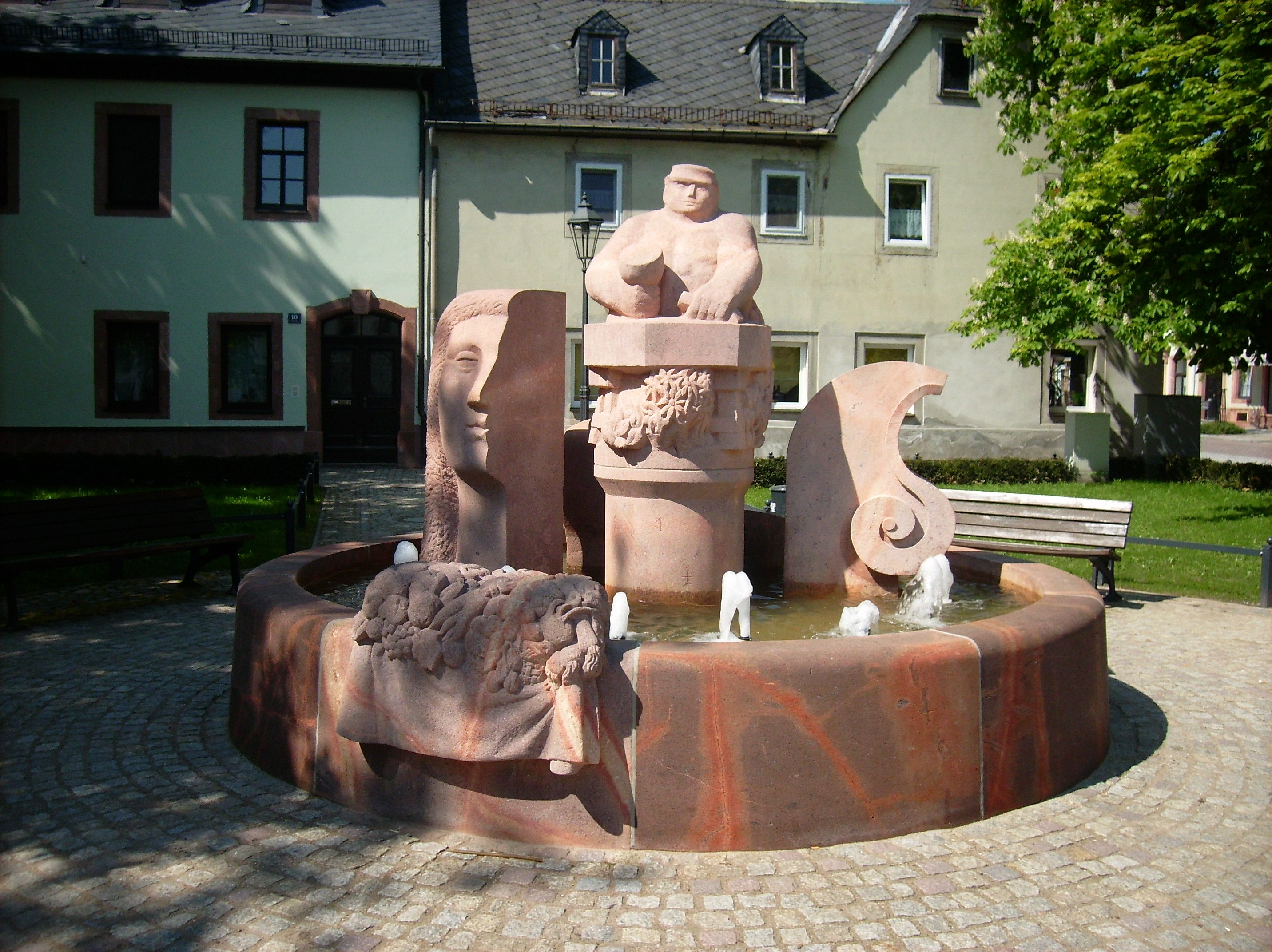
Kút
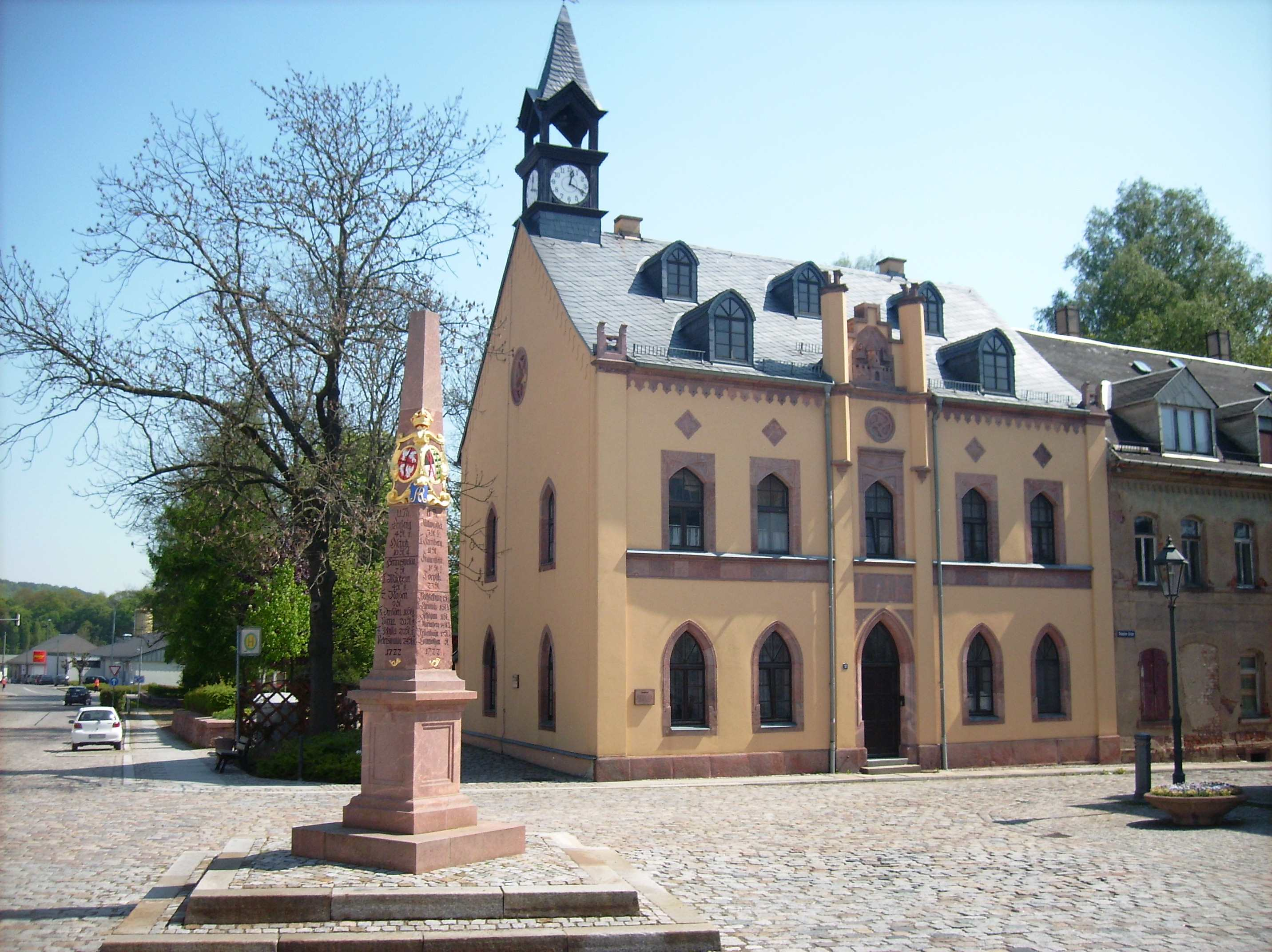
Posta mérföld oszlop 1722-ből és az egykori kórház
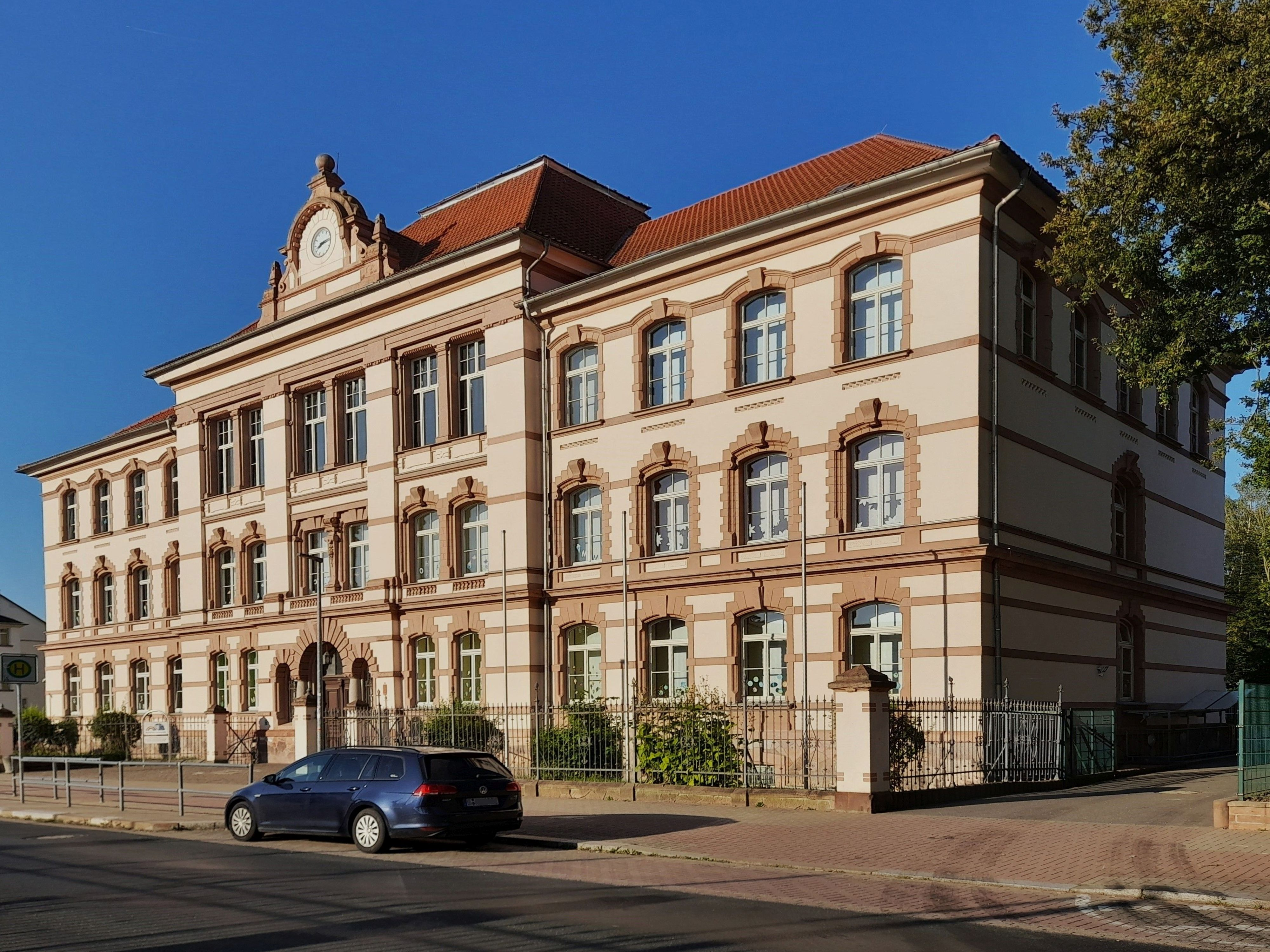
Az iskola

## Népesség
A település népességének változása:
| Lakosok száma | 5905 | 5786 | 5711 | 5622 | 5688 | 5716 |
|               | 2015 | 2017 | 2019 | 2021 | 2022 | 2023 |

### Híres rochlitziak
- Rudolf Zimmermann (1878–1943), zoológus, ornitológus és mineralógus
- Ines Diers (* 1963), úszónő